# سجاس
سُجاس شهری تاریخی در بخش سجاسرود از توابع شهرستان خدابنده است که ٧٠٣۶ نفر جمعیت دارد.
از دیدنی‌های این شهر مسجد سجاس است که متعلق به دوره سلجوقیان و اواخر قرن پنجم هجری است. این مسجد کتیبه‌هایی به خط کوفی، نسخ و ثلث و آیاتی از سوره ملک و گچبری‌های و طرح‌های اسلیمی دوره‌های سلجوقی و ایلخانی دارد.
گورستان تاریخی سجاس که به قبرستان شهدا معروف گردیده در منتهی‌الیه شهرک سجاس قرار گرفته‌است.

## تاریخچه
در مُعجَم‌البُلدان سجاس به‌کسر اولش و فتح آخرش آمده‌است:
ابوجعفر محمدبن علی پسر عبدالله بن سعید سجاسی ادیب منسوب به آن‌جاست و سروده‌ها و تک بیتی‌های ادبی از او بجا مانده‌است.
سجاس شهری است بزرگ با دشتهای خوشبو دارای غلات فراوان و درختان زیاد و همچنین آبی گوارا در جنوب شرقی زنجان و بین این شهر و زنجان فرسنگ‌ها فاصله‌است و معروف است بر سر زبان‌ها و سال‌هاست که باقیست.
دونالون ویلبر جهانگرد معروف آمریکایی در کتاب خود از سجاس چنین می‌نویسد: شرح مختصر حمدالله مستوفی که در کتاب خود در حدود سال ۱۳۴۰ میلادی نوشته‌است از ناحیه سجاس یا سیجای یا ساجیس نام می‌برد و فاصله آن را در حدود نصف روز در جنوب سلطانیه ذکر می‌کند. مقبره ارغون در کوهستان کمربندی سجاس (شاید دامنه کوهستان مشرف به قریه‌ای به نام خود ارغون یا ارقین فعلی) بوده که در بدو امر پنهان بود ولی بعداً دخترش اولجای خاتون صومعه‌ای در این محل ساخت و کسانی را در آن محل مستقر نمود از سلطانیه به سمت جنوب در کوهستان راهی است که به زحمت برای اتومبیل قابل عبور است در سمت دیگر شعبه‌ای به سوی مغرب به سجاس می‌رود که از سلطانیه ۵۶ کیلومتر فاصله دارد در کنار شهر کوچک بنای قابل توجهی وجود داشته که مسجد جمعه است این بنا شبیتان بزرگ مربع شکل است که روی آن گنبدی به ارتفاع ۲۶ متر ساخته شده‌است. طرز معماری آن در کلیه جزئیات شبیهه گنبد مسجد جامع قزوین است که در دوره سلجوقیان است که در دوره سلجوقیان ساخته شده‌است. به‌طور قطع می‌توان گفت که ساختمان سجاس در حدود ۱۱۰۰ میلادی ساخته شده‌است. دو کتیبه متعلق به این دوران و جود دارد که هیچ‌کدام تاریخ ندارند! مدخل دیوارهای شرقی و غربی مسدود شده‌است.
یک رودخانه دائمی به طول ۶۰ کیلومتر است که در شهر سجاس رود از بخش سجاس رود شهرستان خدابنده جریان دارد. این رودخانه از دامنه‌های جنوبی کوه آق داغ در ۲۸ کیلومتری شمال خاوری خدابنده سرچشمه می‌گیرد و ارتفاع سرچشمه آن ۱۹۰۰ متر است. رودخانه سجاس رود در ابتدای سرچشمه خود مسیری به سمت جنوب باختری دارد ولی پس از عبور از روستای مزید آباد و مخلوط شدن با ریزابه‌های متعدد به سمت شمال باختری تغییر مسیر داده و از روستاهای سیمان، سجاس، چنگور، نهاویس، دولجین، زرز، آقاجری و سُها عبور کرده و آن‌ها را آبیاری می‌کند. در روستای سها به سوی باختر تغییر مسیر می‌دهد و ضمن عبور از دره جنوبی کوه بیوک قیه، روستای قلابر را مشروب ساخته و در این روستا با ریزابه روستای جوقین مخلوط می‌شود. پس از عبور از روستای بلوبین، در یک کیلومتری شمال باختری این روستا با رودخانه اوزون دره مخلوط شده و با هم رودخانه خویین را پدیدمی‌آورند. ارتفاع ریزشگاه سجاس رود ۱۵۰۰ متر است. با احداث سد در روستای گلابر از آب این رود بهره‌برداری شده‌است.
در اثر حفر چاه‌های عمیق از دههٔ ۱۳۸۰ شمسی در منطقهٔ دشت قیدار که شامل سجاس نیز می‌شود رودخانهٔ سجاسرود به خشکی گراییده و بدین ترتیب تنها منبع آب دائمی سد گلابر که ۱۲ سال برای احداث و بهره‌برداری آن صرف شده‌است از بین رفته‌است.
آب و هوای شهر کوهستانی است و با توجه به شرایط خاص کوهستانی می‌توان آب و هوای آن را اقلیم معتدل کوهستانی نیز به حساب آورد. خصوصیات این آب و هوا، گرمای شدید دره‌ها در تابستان و اعتدال آن‌ها در زمستان و بر عکس سرمای شدید مرتفعات در زمستان و اعتدال آن در تابستان است.
فرهنگ جغرافیایی ایران ج ۲ در مورد سجاس نوشته‌است:
قصبه‌ای است جزء دهستان سجاس‌رود بخش قیدار شهرستان زنجان واقع در ۱۲ هزارگزی شمال باختری قیدار و ۶ هزارگزی راه مالرو عمومی. هوای آنجا سرد و دارای ۱۸۶۷ تن سکنه‌است. آب آنجا از رودخانه سجاس رود تأمین می‌شود. محصولات آن غلات، میوه، سیب زمینی و شغل اهالی زراعت و مکاری، قالیچه، گلیم و جاجیم‌بافی. راه آن مالرو است و از طریق مجیدآباد و مزیدآباد اتومبیل می‌توان برد. .

## جمع‌بندی
- مقالات جمع‌بندی شده سجاس  بهنام کرمی[پیوند مرده]
- حمدالله مستوفی در نزهت القلوب
- تاریخ ذوالقرنین؛ نامه خاقان»، میرزا فضل‌الله خاوری شیرازی، تصحیح و تحقیق ناصر افشارفر.
- مختصات و ارتفاع

1. ↑  اطلس گیتاشناسی استان‌های ایران، تهران: مؤسسهٔ گیتاشناسی، ۱۳۸۳ خورشیدی.
2. ↑  قدیری، مرتضی، شگفتی‌های آشکار و نهان مساجد ایران: خاکی آسمانی، در: روزنامه ایران> شماره ۳۷۲۰ ۱/۶/۸۶> صفحه ۲۰ (ایران زمین).
3. ↑  پایگاه اطلاع‌رسانی استانداری زنجان بایگانی‌شده  در ۳۱ مه ۲۰۰۹ توسط Wayback Machine، بازدید: مه ۲۰۰۹.
4. ↑  دهخدا[پیوند مرده]